# جهاز شعاع بنفسجي

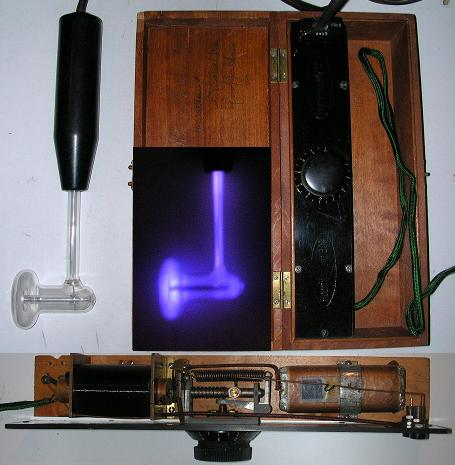
مجموعة أشعة البنفسج العتيقة مع قطب زجاجي (يساراَ) وصندوق تحكم. عند تنشيطه، يبعث الزجاج توهجًا بنفسجيًا (داخليًا ، في الوسط)

جهاز شعاع بنفسجي (بالإنجليزية: violet ray)‏ هو جهاز طبي قديم استخدم خلال أوائل القرن العشرين في العلاج الكهربائي. يتميز بناؤه عادة بوجود ملف تصريف (لتفريغ الشحنة) مع قاطع كهربائي لتطبيق جهد عالي، وتردد عالي، وتيار منخفض على جسم الإنسان لأغراض علاجية.

## نظرة عامة
تم اختراع بنائها الأساسي قبل عام 1900 من قبل نيكولا تيسلا، الذي قدم أول نماذجه الأولية في المعرض الكولومبي العالمي في عام 1893. تم إنتاج معظم أجهزة أشعة البنفسج القديمة في الولايات المتحدة قبل عصر الكساد، وبعض الشركات الأمريكية المصنعة الأكبر لأجهزة الشعاع البنفسجي كانت ( Renulife ،Fitzgerald، و Fisher).
الشركات التي صنعت أجهزة الأشعة البنفسجية صنعت العديد من الأنواع الأخرى من الأجهزة الكهربائية أيضًا، على سبيل المثال شركة ستار إليكتريك، التي قامت أيضًا بتصنيع آلات مؤشر الأسهم. العديد من الشركات التي كانت قادرة على مواصلة تصنيع أجهزة الأشعة فوق البنفسجية بعد توقف الكساد الإقتصادي الناتج عن الحرب العالمية الثانية، عندما بدأت في تصنيع ملفات الراديو والمكونات الكهربائية الأخرى للحرب بدلاً من ذلك.
يتكون جهاز الأشعة فوق البنفسجية النموذجي من صندوق تحكم كهربائي غير أرضي (بدون قواعد أرضية) يتحكم في القاطع الكهربائي ويشتمل على ملف مغناطيسي، وباكليت مرفق أو غلاف مقبض آخر يحتوي على ملف الجهد العالي ومنفذ إدخال للمرفقات. يمكن إدخال الأنابيب الزجاجية المفرغة ذات الأشكال المختلفة وللاستخدامات العلاجية المختلفة في مقبض الباكليت لتطبيق التيار الناتج على أجزاء مختلفة من الجسم.
قيل أن علاجات الأشعة البنفسجية لعلاج كل شيء من آلام أسفل الظهر إلى الجمرة. من دليل ماستر البنفسجى العتيق ج. 1920 تأتي هذه النصيحة العلاجية:
ضباب الدماغ - استخدم قضيب رقم 1 على الجبين والعينين. أيضًا علاج الجزء الخلفي من الرأس والرقبة مع تيار قوي في اتصال مباشر مع الجلد. عالج العمود الفقري وأمسك القطب في اليد. استنشاق الأوزون لمدة أربع دقائق أمر مهم أيضًا.

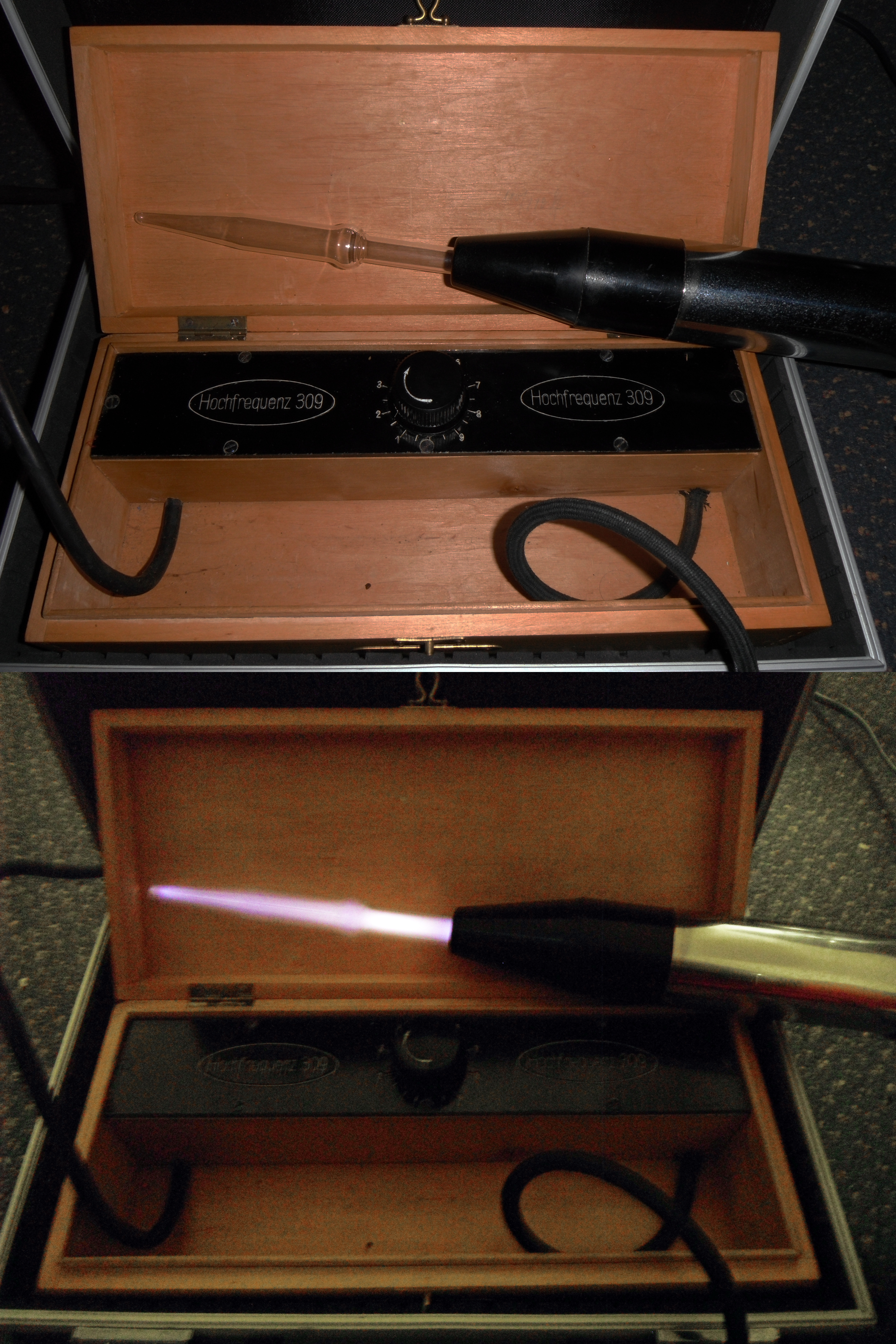
قطب آخر يستخدم مع نفس المجموعة.

بالنسبة للنزلة (التهاب المجاري التنفسية)، تم توجيه هذا العلاج:
نزلة الأنف (Nasal catarrh) في هذه الحالة، يتم استخدام أنبوب أنفي داخل الأنف بتيار معتدل داخل ممر الأنف، من دقيقتين إلى خمس دقائق على كل جانب ، يليه تطبيق مع قطب كهربائي سطحي (surface Electrode) خارجياً فوق منطقة الأنف. استخدم مولد الأوزون.

## إجراءات قانونية
خلال الأربعينيات والخمسينيات من القرن الماضي، تعرض صناع أجهزة الأشعة البنفسجية للعديد من الدعاوى القضائية وإجراءات متعددة من قبل حكومة الولايات المتحدة بما في ذلك عمليات الاسترجاع والحجز والمصادرة وأوامر تدميرها.
آخر شركة مصنعة لأجهزة العلاج بالأشعة فوق البنفسجية في الولايات المتحدة كانت Master Electric. تعرضت الشركة لدعوى 1951 في ماريون بولاية إنديانا، وتم الاستيلاء على الأجهزة من قبل إدارة الغذاء والدواء. في حين تم حظر تصنيعها في الولايات المتحدة بموجب السوابق القضائية، لا تزال أجهزة العلاج بالأشعة فوق البنفسجية تصنعها شركات خارج الولايات المتحدة.

## استخدامات أخرى
ربما تم استخدام أشعة البنفسج من قبل جون بيرج من قسم شرطة شيكاغو، الذي تم فصله في عام 1992 بعد مزاعم تعذيب المشتبه فيهم من قبل بيرج والمحققين الذين يعملون تحت قيادته في السبعينيات والثمانينيات. واقترح اثنان من القيمين على المتحف الشعاع البنفسجي بشكل مستقل بعد أن تم إعطاؤهما أوصاف الضحايا لأحد الأجهزة الكهربائية العديدة التي يستخدمها برجر.
دافع العراف الأمريكي إدغار كايس عن استخدام الأشعة البنفسجية في قرابة 900 من قراءاته.

## وصلات خارجية
- Electrotherapy Museum: Violet Ray related antique devices
- Electrotherapy Museum: Violet Ray Misconceptions